# Enrique Fernández Arbós
Enrique Fernández Arbós (Madrid, 24 dicembre 1863 – San Sebastián, 9 giugno 1939) è stato un violinista, compositore e direttore d'orchestra spagnolo.

## Biografia
Studiò violino al Conservatorio di Madrid, a Bruxelles con Henri Vieuxtemps e a Berlino composizione con Heinrich von Herzogenberg. Fu violinista della Berliner Philharmoniker e della Boston Symphony Orchestra. Nel 1894 fu professore di violino al Royal College of Music di Londra. Nel 1904 fu direttore d'orchestra dell'Orchestra Sinfonica di Madrid.